# Лежань
Лежань — річка в Україні, у Хмельницькому районі Хмельницької області. Права притока Жерді (басейн Дніпра).

## Опис
Довжина річки приблизно 4,5 км.

## Розташування
Бере початок на північному сході від Медисівки. Тече переважно на північний захід через Караїну, Гаврилівку і впадає у річку Жердь, праву притоку Жираку. 
Біля витоку річки проходить автомобільна дорога Р48.